# Farnabazo III
Farnabazo III (IV secolo a.C. – dopo il 321 a.C.) è stato un generale e satrapo persiano, figlio di Artabazo.

## Biografia
Combatté contro Alessandro Magno, avendo acquisito esperienza militare a fianco di suo fratello acquisito Memnone; quando quest'ultimo, morì nel 333 a.C. Farnabazo assunse il comando della flotta persiana con Autofradate.
Furono vittoriosi nel ridurre Mitilene, Tenedo e Chio, e, avendo mandato delle navi a Cos e Alicarnasso, navigarono con 100 dei loro vascelli più veloci a Sifno. Qui furono visitati da Agide III, re di Sparta, il quale chiese soldi e truppe per aiutare il partito anti-macedone nel Peloponneso. Ma appena arrivò notizia della vittoria di Alessandro nella battaglia di Isso (333 a.C.), Farnabazo, avendo paura di una rivolta a Chios, vi navigò con 12 navi e 1500 mercenari. Non riuscì, tuttavia, ad impedire che gli abitanti dell'isola sopraffacessero il governo persiano, e lui stesso fu fatto prigioniero, ma scappò, rifugiandosi in Cos.
Nel 324 a.C., Artonis, sorella di Farnabazo, fu data in sposa ad Eumene da Alessandro; e nel 321 a.C. troviamo Farnabazo controllare uno squadrone di cavalleria per Eumene di Cardia, nella battaglia in cui sconfisse Cratero e Neottolemo.